# الشركة الوطنية للبريد والخدمات المالية (جزر القمر)
الشركة الوطنية للبريد والخدمات المالية هي المشغل العام المسؤول عن الخدمة البريدية في جزر القمر. تم تعيين نجيب داكوين رئيسًا تنفيذيًا في أبريل من عام 2017.

## أنظر أيضاً
- ًالاتصالات في جزر القمر